# Racismo en Estados Unidos
El racismo en Estados Unidos se ha manifestado mayormente entre los estadounidenses de ascendencia europea hacia personas descendientes de africanos, asiáticos, indígenas de América, latinoamericanos, y otros inmigrantes en general. Hay que aclarar subrayado que una religión, como la islámica, nacionalidad, lengua, costumbres o cultura no determina una raza. Esto se denota al denominar el racismo a chinos, israelíes, rusos, mexicanos o americanos que son países y regiones multirraciales, o continentes como Asia, que tiene diversidad de etnias. 
Durante la época posterior a la guerra civil estadounidense surgieron las leyes Jim Crow que permitían la segregación racial en sitios públicos en algunos de los 50 estados de los Estados Unidos, principalmente en el sur del país.  
La discriminación racial formal fue prohibida en gran medida a mediados del siglo XX y, con el tiempo, llegó a ser percibida como social y moralmente inaceptable. La política racial sigue siendo un fenómeno importante, y el racismo sigue reflejándose en la desigualdad socioeconómica. La investigación ha encontrado evidencia extensa de discriminación racial en varios sectores de la sociedad moderna de los Estados Unidos, Incluyendo la justicia penal, los negocios, la economía, la vivienda, atención médica, medios y política en los últimos años en los Estados Unidos. En opinión de las Naciones Unidas y la Red de Derechos Humanos de los Estados Unidos, "la discriminación en los Estados Unidos impregna todos los aspectos de la vida y se extiende a todas las comunidades de color".
Algunos estadounidenses vieron la candidatura presidencial de Barack Obama, quien se desempeñó como presidente de los Estados Unidos de 2009 a 2017 y fue el primer presidente mulato de la nación, como una señal de que la nación había entrado en una nueva era post-racial.
A mediados de la década de 2010, la sociedad estadounidense ha visto un resurgimiento de altos niveles de racismo y discriminación. Un nuevo fenómeno ha sido el surgimiento del movimiento "alt-right": una coalición nacionalista blanca que busca la expulsión de las minorías sexuales y raciales de los Estados Unidos. En agosto de 2017, estos grupos asistieron a una manifestación en Charlottesville, Virginia, con la intención de unificar varias facciones nacionalistas blancas. Durante el mitin, un manifestante supremacista blanco condujo su automóvil contra un grupo de contramanifestantes, matando a una persona e hiriendo a 19. Desde mediados de la década de 2010, el Departamento de Seguridad Nacional y la Oficina Federal de Investigación han identificado la violencia supremacista blanca como la principal amenaza de terrorismo interno en los Estados Unidos.

## Historia
Después de su liberación durante la guerra civil por Abraham Lincoln, los estados del sur, resentidos por su derrota durante la guerra civil, sancionaron una variedad de leyes para discriminar a los ciudadanos negros. Este fenómeno se produjo durante el período de la "reconstrucción" ("reconstruction" en inglés) posterior a la guerra civil. Con la elección de Rutherford B. Hayes como el decimonoveno presidente la discriminación se extendió a los estados del norte que inicialmente la tuvieron de forma más suave, a tal punto que a comienzos del siglo XX se podía ver la severidad de la discriminación y racismo en lugares como Nueva York, Boston, Detroit, Chicago y Los Ángeles.Según un estudio entre 1830 y 1950 se lincharon a 4000 negros en los Estados Unidos. Que, según la fuente, muchas veces eran un espectáculo público y popular con a veces miles de testigos. Donde el 25 % de las acusaciones era abuso contra blancas; donde ni se exigía reconocimiento de la víctima al agresor y que provocó la emigración o la pureza étnica de 6 000 000 de negros al norte y al oeste del país.
Como los estados no podían eliminar los derechos de los negros, que son garantizados en la constitución, se usó en su reemplazo la "segregación" que fue legal por muchos años bajo la idea de "Separated but Equal" o en español "Separados pero Iguales". La idea era que mientras las oportunidades que eran otorgadas fueran iguales para ambas razas, esto era legal.
La realidad era que las oportunidades educativas, de empleo, de vivienda, y económicas no eran iguales. Por ejemplo, las escuelas públicas de blancos recibían más dinero y nuevos útiles, mientras las escuelas de negros recibían el mínimo dinero posible. Otro ejemplo puntual y paradigmático aunque no anecdótico y más dramático es el caso de la cantante negra Bessie Smith, quien fue víctima de un accidente automovilístico. La ambulancia con la cantante en ella, había recorrido todos los hospitales del Missisipi en busca de transfusión de sangre. En ninguno la dejaron entrar porque eran "hospitales para blancos". Bessie Smith se desangró en la camilla, falleciendo producto de esta segregación "legal".[cita requerida] Este hecho y otros muchos dieron origen posteriormente al movimiento de igualdad de derechos de los negros liderados por Martin Luther King.
Esta ley mantuvo su legalidad hasta la decisión de la Corte Suprema de los Estados Unidos en "Brown vs. Board of Education" en el que los jueces decidieron que educación pública segregada no era igual y por lo tanto la segregación en escuelas públicas era ilegal.
El caso del exterminio masivo de amerindios y la discriminación contra otros americanos de origen japonés, mexicano-estadounidenses, y otros grupos humanos tiende a "invisibilizarse" cuando se entra al tema del racismo porque la discusión sobre los grupos de origen africano predominan en la agenda.[cita requerida] Más aún el tema de la inmigración ilegal esta profundamente ligado a la cuestión racial y nacional como se ha visto en la frontera con México. Esto ha causado a insultos racistas como Wetback (espaldas mojadas) por cruzar el Río Grande de inmigrante ilegal y Anchor babies (bebés ancla) los hijos nacidos de estos son muy viables.[cita requerida]
Según un informe del FBI, los delitos por motivos raciales aumentaron un 26 % en torno a la elección de Donald Trump como presidente de Estados Unidos (octubre-diciembre de 2017). Para la Agence France-Presse, la campaña electoral de Donald Trump, que juega con el miedo a los extranjeros y vincula constantemente el crimen con las minorías de origen inmigrante, es responsable de este fuerte aumento.

### Esclavitud
Uno de los principios del racismo fue basarse en él para facilitar y legalizar la esclavitud. La esclavitud en los Estados Unidos comenzó con esclavos negros africanos y las personas de ascendencia africana, y ocasionalmente con los amerindios. Una ley de Virginia de 1705 estableció que la esclavitud se aplicaría a aquellas personas de pueblos que no fueran cristianos. La mayoría de los esclavos eran negros y estaban en poder de los blancos, aunque algunos americanos nativos y negros libres también tenían esclavos. La esclavitud se prohíbe en los Estados Unidos en 1865 luego de la Guerra de Secesión mediante la Decimotercera Enmienda.

### Segregación racial
Los nativos americanos son reconocidos por esta ley como ciudadanos de la unión y pueden votar a partir del año 1924. La segregación o separación racial es la separación de espacios, servicios y leyes para las personas de acuerdo a su ascendencia. Fue practicada en muchos lugares del planeta hasta mediados del siglo XX.
En 1790 se aprueba una ley que dé el derecho de naturalización al gobierno federal y solo se reconoce el derecho a naturalizarse a blancos libres, que residan dos años.
En 1798 el plazo de residencia se aumenta a 14 años.
En 1870 se hace extensiva la naturalización a los extranjeros nacidos en África y a los negros.
En 1882 se aprueba el Acta de Exclusión de chinos que afecta a los inmigrantes chinos y les impide hacerse ciudadanos.
El 28 de marzo de 1898 la corte suprema establece que los nacidos en los Estados Unidos son ciudadanos sin importar raza o nacionalidad de los padres.
El 14 de marzo de 1907 "Un acuerdo de caballeros" entre Japón y USA limita la emigración de japoneses a no obreros e impide que las escuelas de San Francisco discriminen contra descendientes de japoneses.
En 1913 California aprueba una ley que impide a los asiáticos ser dueños de tierras y otras formas de propiedad. La ley se refuerza en 1920 y otros Estados la copian.
El 5 de febrero de 1917 el Congreso con el voto en contra del presidente Woodrow Wilson que exige a los inmigrantes pasar un examen en su lengua nativa. Se prohíbe la inmigración del Sur y Sudeste de Asia.
El 19 de mayo de 1921 se aprueba una ley de cuotas, que limita la inmigración a 350.000 personas y que prima a inmigrantes del Norte y Oeste de Europa en detrimento de los del Sur y Este. 31 de mayo de 1921 proceso contra Sacco y Vanzetti, que acaba en su condena a muerte. Influyo en este proceso el racismo contra los inmigrantes.
13 de noviembre de 1922 Ozawa contra Estados Unidos la Corte Suprema falla contra un inmigrante japonés, que pide la ciudadanía. 26 de mayo de 1924 El acta de orígenes nacionales prohíbe la inmigración del Sur y Sudeste de Asia y refuerzo los controles de inmigración de europeos de 1921.
24 de mayo de 1934 ley que limita la inmigración de filipinos a 50 personas por año. Considera a todos los filipinos como extranjeros, aunque les promete la independencia a Filipinas en 1946.
19 de febrero de 1942 Roosevelt interna a 120.000 japoneses y japoneses-americanos 17 de diciembre de 1943 Se revoca el Acta de exclusión de chinos por lo que esta comunidad puede obtener la ciudadanía.
28 de diciembre de 1945 una ley permite la admisión limitada de hijos y esposas de ciudadanos dados de baja honorablemente en el ejército o que sirvan en el ejército de Estados Unidos durante la II Guerra Mundial sin importar cuotas y otras normas.
En cambio, en los Estados Unidos, la segregación racial fue practicada hasta mediados del siglo XX, pero como resultado de la lucha por el Movimiento por los derechos civiles en los Estados Unidos y del apoyo del Presidente John F. Kennedy y de Lyndon Johnson, se firma la Ley de Derechos Civiles en 1964 en la que se prohíbe la aplicación desigual de los requisitos de registro de votantes y la segregación racial en las escuelas, en el lugar de trabajo e instalaciones que sirvan al público en general ("lugares públicos") y en 1965 la Ley de derecho de voto.
Durante el siglo XXI se ha hecho notar que existe discriminación y crímenes de odio, en los Estados Unidos. En 2016 la policía ha matado a 509 personas en los Estados Unidos, según The Washington Post. De esas 509 personas, 123 eran de raza negra. Esto supone el 24,16 % de los asesinatos que ha cometido la policía estadounidense. Así, una quinta parte de los asesinados eran negros, dato que no corresponde con el porcentaje de población negra en los Estados Unidos: el 12 %.
La posibilidad de que los latinos sean deportados de Estados Unidos incluso cuando son víctimas de un ataque cada vez es mayor, por lo que las cifras oficiales subestiman la cantidad y gravedad de los crímenes de odio contra hispanos.
'Los crímenes de odio en este país son poco reportados porque los latinos tienen miedo', asentó Lisa Navarrete, vicepresidenta del Consejo Nacional de La Raza (NCLR).
La directiva de la mayor organización de promoción de los derechos civiles de los latinos en los Estados Unidos, declaró en entrevista que los crímenes de odio contra los latinos son, por lo tanto, 'subestimados' dentro de las estadísticas oficiales.
De acuerdo con cifras de la Oficina Federal de Investigación (FBI), los crímenes de odio contra la población de origen hispano en los Estados Unidos aumentaron 40 por ciento de 2003 a 2007, cuando alcanzaron su máximo nivel, al ubicarse en 830 víctimas.
En 2008, el número de latinos víctimas de crímenes de odio -ataques motivados por el origen étnico o nacional, preferencia sexual o creencia religiosa- fue de 792.
Mientras tanto, en 2009 —el último año del que el FBI dispone de cifras respecto a los crímenes de odio—, la cifra fue de 692 víctimas hispanas.
Los latinos, sin embargo, tienen cada vez menos incentivos para reportar un crimen a las autoridades.
Muchas de esas personas, como han documentado varios organismos civiles, han sido deportadas luego de su arresto por reportar crímenes en su contra.
Comunidades Seguras 'ha dañado la relación entre la comunidad y las policías locales', de acuerdo con Navarrete, pues los individuos han perdido confianza para denunciar delitos.
De acuerdo con el Centro Legal Sureño para la Pobreza (SPLC), los grupos de odio en los Estados Unidos por primera vez superaron el año pasado los mil, para ubicare en 1,002 en 2010, un repunte de 7.5 por ciento respecto del año pasado.
De ese total, los grupos anti inmigrantes aumentaron tres por ciento en 2010 respecto del año anterior, de 309 a 319 organizaciones.
Estados Unidos acaparará de nuevo las miradas de todo el mundo por los dos lastres que arrastra desde hace décadas: la libre circulación de armas y el odio racial. La matanza de Dallas es la última muestra de un país que ha visto como en los últimos años ambos problemas iban de la mano.
Algunos estadounidenses vieron la candidatura presidencial de Barack Obama, quien se desempeñó como presidente de los Estados Unidos de 2009 a 2017 y fue el primer presidente negro de la nación, como una señal de que la nación había entrado en una nueva era post-racial.
El presentador de radio y televisión populista de derecha Lou Dobbs afirmó en noviembre de 2009: "Ahora estamos en una sociedad pospartidista y racial del siglo XXI".
Dos meses después, Chris Matthews, un presentador de MSNBC, dijo ese presidente Obama, "es post-racial por todas las apariencias. Sabes, olvidé que estuvo negro esta noche durante una hora". La elección del presidente Donald Trump en 2016 ha sido vista por algunos comentaristas como una reacción racista contra el elección de Barack Obama, con el comentarista de CNN Van Jones calificando su elección de "blanqueo".

## Afroestadounidenses

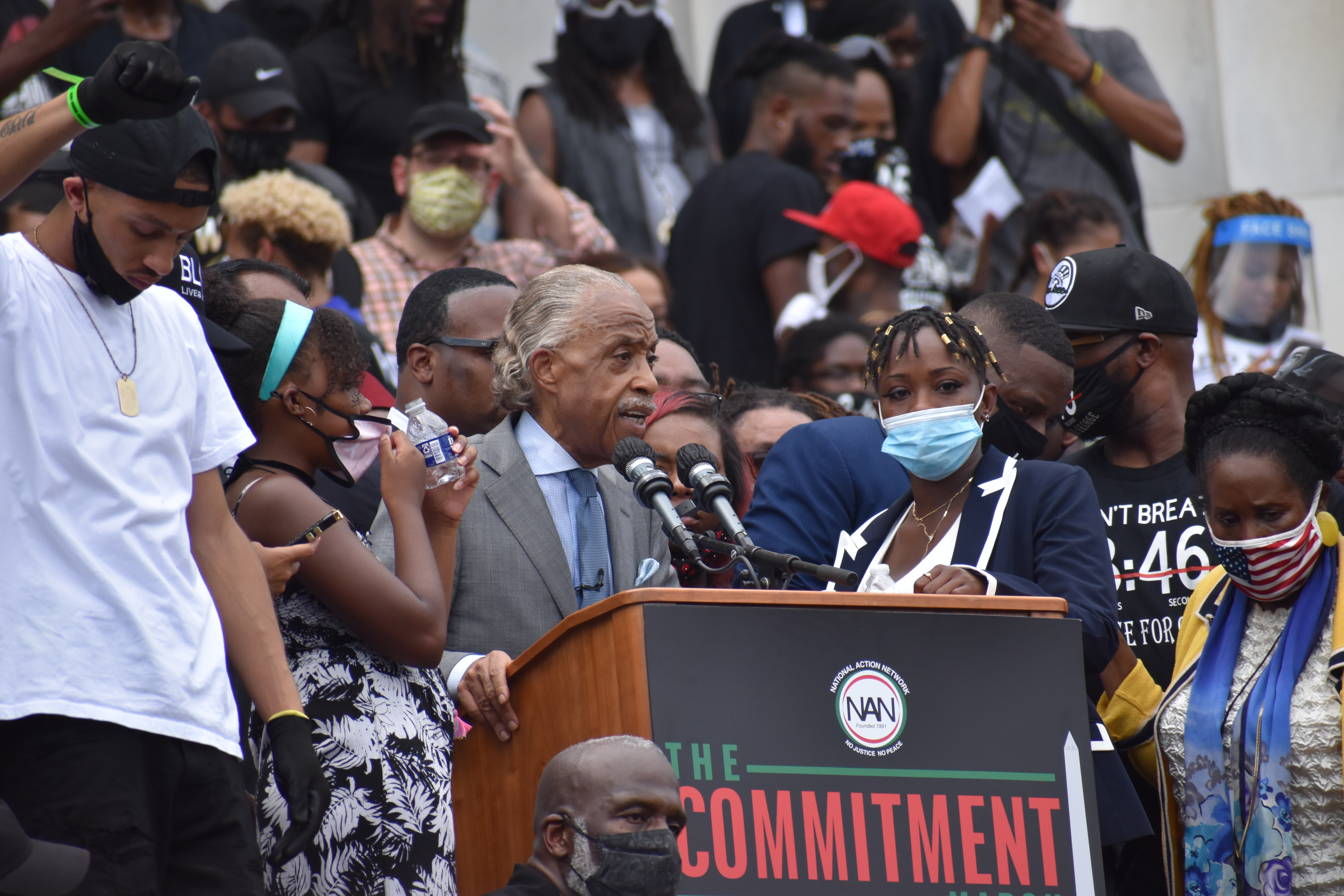
Al Sharpton en 2020, Marcha del compromiso: Quitad vuestras rodillas de nuestros cuellos, ocho minutos y 46 segundos, personas con botellas de agua, máscaras protectoras en las protestas durante la pandemia de COVID-19 en Estados Unidos

Después de la Guerra Civil, se ratificó la 13a enmienda de 1865, que abolía formalmente la esclavitud. Además, el Congreso aprobó la Ley de Derechos Civiles de 1866, que amplió una gama de derechos civiles a todas las personas nacidas en los Estados Unidos. A pesar de esto, la aparición de los "Códigos Negros", actos sancionados de subyugación contra los negros, continuó prohibiendo a los afroamericanos los derechos civiles debidos. La Ley de Naturalización de 1790 limitó la ciudadanía estadounidense solo a los blancos, y en 1868 el esfuerzo hacia los derechos civiles se subrayó con la 14a enmienda que otorgó la ciudadanía a los negros. Le siguió la Ley de Derechos Civiles de 1875, que fue eliminada en una decisión que socavaba el poder federal para frustrar la discriminación racial privada. No obstante, la última de las enmiendas de la Era de la Reconstrucción, la decimoquinta enmienda prometió derechos de voto a los hombres afroamericanos (anteriormente solo los hombres blancos de propiedad podían votar), y estos esfuerzos federales acumulativos, los afroamericanos comenzaron a aprovechar el derecho a voto.
Los afroamericanos comenzaron a votar, buscar puestos de oficina, utilizando la educación pública. A fines de la Reconstrucción a mediados de la década de 1870, los violentos supremacistas blancos llegaron al poder a través de grupos paramilitares como los Camisas Rojas y la Liga Blanca e impusieron leyes de Jim Crow que privaron a los afroamericanos de los derechos de voto e instituyeron políticas discriminatorias sistémicas a través de políticas de desigualdad. segregación racial. La segregación, que comenzó con la esclavitud, continuó con las leyes Jim Crow, con letreros utilizados para mostrar a los negros dónde podían caminar, hablar, beber, descansar o comer legalmente. Para aquellos lugares que eran racialmente mixtos, los no blancos tenían que esperar hasta que todos los clientes blancos fueran atendidos. Las instalaciones segregadas se extendieron de escuelas solo para blancos a cementerios solo para blancos.

## Estadounidenses de origen asiático

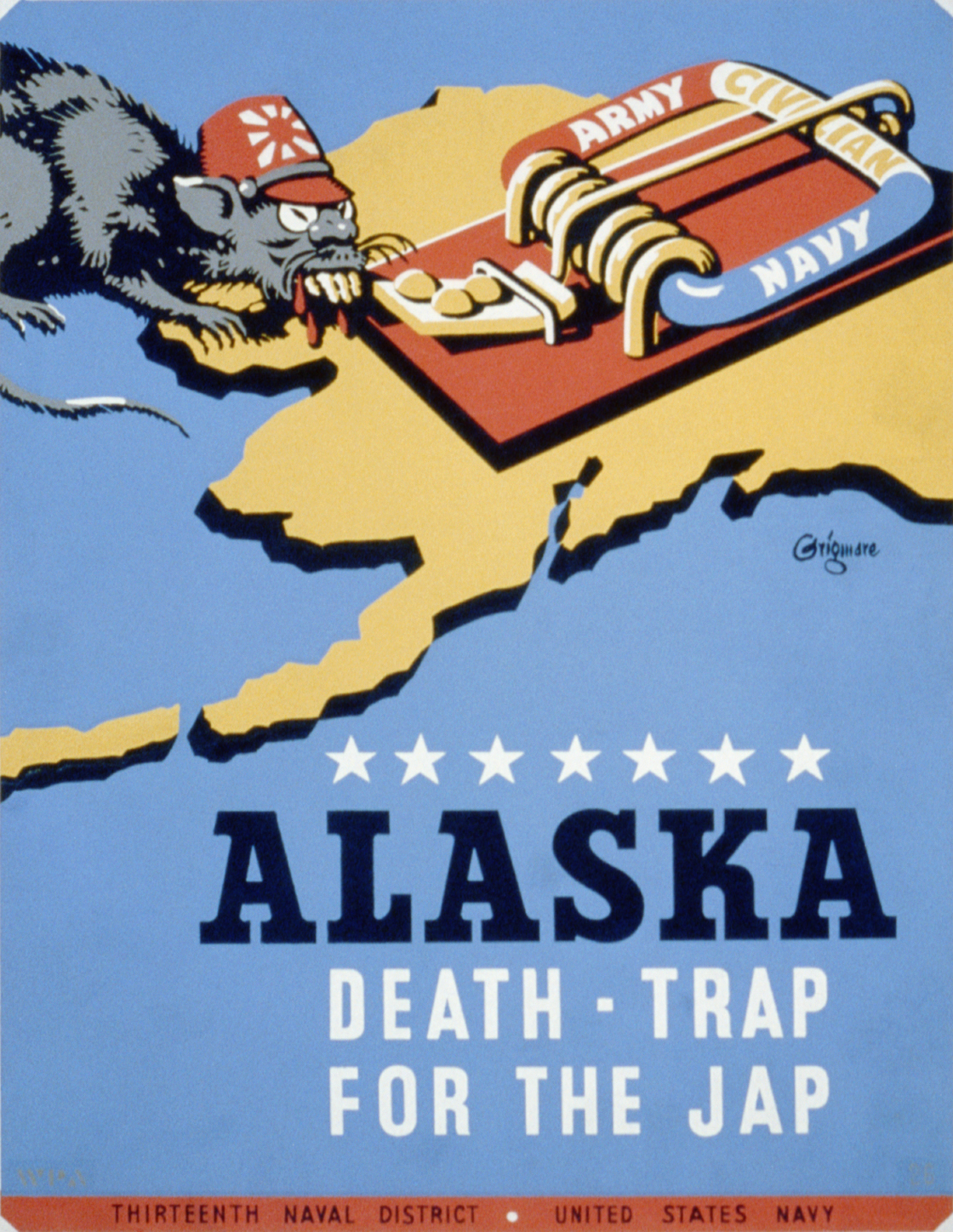
Un cartel de propaganda antijaponés de la Segunda Guerra Mundial que utiliza el insulto "Jap" y representa a los japoneses como ratas, después de que conquistaron partes de Alaska.

Los estadounidenses de origen asiático, incluidos los de ascendencia del este de Asia, el sudeste asiático y el sur de Asia, han experimentado racismo desde que los primeros grupos importantes de inmigrantes chinos llegaron a Estados Unidos. La Ley de Naturalización de 1790 hizo que los asiáticos no fueran elegibles para la ciudadanía. Los inmigrantes de primera generación, hijos de inmigrantes y asiáticos adoptados por familias no asiáticas todavía se ven afectados por la discriminación.
Durante la Revolución Industrial en los Estados Unidos, prevaleció la escasez de mano de obra en las industrias minera y ferroviaria. La mano de obra inmigrante china se usó a menudo para llenar este vacío, especialmente con la construcción del Primer Ferrocarril Transcontinental, que condujo a la inmigración china a gran escala. Se vio que estos inmigrantes chinos tomaban el trabajo de los blancos por un salario más barato, y la frase Peligro amarillo, que predijo la desaparición de la civilización occidental como resultado de los inmigrantes chinos, ganó popularidad.

### Legislación anti-china
La Constitución de 1879 de California prohibió el empleo de personas chinas por parte de los gobiernos estatales y locales, así como por las empresas que se incorporaron en California. Además, la constitución de 1879 delegó el poder a los gobiernos locales en California para eliminar a los chinos de sus fronteras. La Ley Federal de Exclusión de China de 1882 prohibió la inmigración de trabajadores chinos durante diez años después de que miles de inmigrantes chinos vinieran al oeste de Estados Unidos. Se produjeron varios ataques de la mafia contra los chinos, incluida la masacre de Rock Springs de 1885 en Wyoming en la que murieron al menos 28 mineros chinos y 15 resultaron heridos, y la masacre de Hells Canyon de 1887 en Oregon, donde murieron 34 mineros chinos.

## Hispanos y latinoamericanos
Los estadounidenses de ascendencia latinoamericana (a menudo categorizados como "Hispanos") provienen de una amplia variedad de orígenes raciales y étnicos. Los latinos no son todos distinguibles como una minoría racial.
Después de la guerra entre México y los Estados Unidos (1846-1848), los Estados Unidos anexó gran parte del sudoeste de México. Los mexicanos que residían en ese territorio se vieron sujetos a la discriminación. Se estima que al menos 597 mexicanos fueron linchados entre 1848 y 1929 (esta es una estimación conservadora debido a la falta de registros en muchos linchamientos informados). Entre 1880 y 1930, los mexicanos fueron linchados alrededor de 27.4 por 100,000 habitantes. Esta estadística es solo superada por la de la comunidad afroamericana durante el mismo período, que sufrió un promedio de 37.1 por 100,000 habitantes. Entre 1848 y 1879, los mexicanos fueron linchados a una tasa sin precedentes de 473 por cada 100,000 habitantes.
Durante la Gran Depresión, el gobierno de los Estados Unidos patrocinó un programa de repatriación mexicano que tenía como objetivo animar a los inmigrantes mexicanos a regresar voluntariamente a México; sin embargo, muchos fueron expulsados a la fuerza en contra de su voluntad. Durante la década de 1930, entre 355 000 y un millón de mexicanos y mexicano-estadounidenses fueron repatriados o deportados a México; se estima que entre el cuarenta y el sesenta por ciento de los cuales eran ciudadanos estadounidenses, en su mayoría niños. La repatriación voluntaria era mucho más común que la deportación formal. El gobierno mexicano también alentó la repatriación con la promesa de tierra gratis.
En 1943, en la ciudad de Los Ángeles, los disturbios de Zoot Suit fueron incidentes de violencia racial en contra de latinos—por ejemplo, mexicano-estadounidenses. Militares navales destacados en un vecindario latino entraron en conflicto con jóvenes en el denso vecindario. Las frecuentes confrontaciones entre grupos pequeños e individuos se habían intensificado en varios días de disturbios sin parar. Grandes turbas de militares entrarían en barrios civiles buscando atacar jóvenes mexicano-estadounidenses, algunos de los cuales llevaban trajes de Zoot, una moda exagerada distintiva popular entre ese grupo. Los disturbios continuaron sin control e incluso ayudados por la policía local durante varios días antes de que el centro de Los Ángeles y los barrios mexicano-estadounidenses estaban fueran del alcance de los militares.
Muchas instituciones públicas, empresas y asociaciones de propietarios de viviendas tenían pólizas oficiales para excluir a los mexicano-estadounidenses. Los escolares de origen mexicano americano, estaban sujetos a la segregación racial en el sistema de escuelas públicas. En muchos condados, los mexicano-estadounidenses fueron excluidos de servir como miembros del jurado en casos judiciales especialmente en aquellos que involucraban a un acusado mexicano americano. En muchas áreas del sudoeste, vivían en áreas residenciales separadas debido a las leyes y las políticas de las compañías de bien raíces. Fue hasta la década de 1960, los jóvenes mexicano-estadounidenses formaron el Movimiento de Derechos Civiles Chicanos.
Los sociólogos han concluido que algunos argumentos en contra de la inmigración ilegal en los Estados Unidos se han visto teñidos de xenofobia y latinofobia, muchos de los cuales se basan en conceptos de pureza racial y eugenesia. La preocupación de los grupos por la inmigración ilegal, afirman, "no radica en la inmigración en si misma, que ha disminuido en la última década, sino en el origen racial cambiante de los nuevos inmigrantes, es decir, los inmigrantes son ahora principalmente latinoamericanos o asiáticos, que es visto como una amenaza para la tradición europea".